# 인도계 탄자니아인
인도계 탄자니아인(영어: Indian Tanzanians)은 탄자니아에 거주하는 인도인 또는 인도계 후손들이다. 탄자니아에는 현재 6만 명 이상의 인도계 사람들이 살고 있다. 그들 중 다수는 무역업자이고 그들은 탄자니아 경제의 상당 부분을 통제한다. 인도인들은 구자라트인 상인들의 도착을 시작으로 탄자니아에 오랜 역사를 가지고 있다. 그들은 잔지바르에서의 무역을 점차 통제하게 되었다. 당시 건설된 많은 건물들은 섬의 중심 교역지인 스톤타운에 여전히 남아 있다.

## 역사
인도의 상인과 장인 공동체의 정착은 고고학적, 문학적인 자료에서 모두 입증된다. 13~14세기에 인도 장인들은 잔지바르에서 튜브 그리기 기술을 사용하여 유리 구슬을 제조하고 있었다. 말린디와 벵골 사이의 무역은 중세 초기에도 증명되었다. 바스쿠 다 가마는 동아프리카 해안에 상륙했을 때 킬와 키시와니, 몸바사, 모잠비크에 살고 있는 인도인들을 발견했다.

## 탄자니아로부터의 이주
독립 이후 탄자니아의 반인도 정서의 결과(줄리어스 니에레레의 대통령직을 시작으로), 많은 인도인들이 다른 나라들 사이에서 인도, 파키스탄, 영국, 미국, 캐나다로 해외로 이주했다.

## 저명한 인물
- 프레디 머큐리 - 영국의 록 가수, 퀸의 멤버
- 살림 아흐메드 살림 - 탄자니아의 정치인, 외교관